# Acido di Mosher
L'acido di Mosher, o acido α-metossi-α-trifluorometilfenilacetico (MTPA),  è un acido carbossilico che venne usato per la prima volta da Harry Mosher come agente derivatizzante chirale. Esso è infatti una molecola chirale di cui sono commercializzati entrambi gli enantiomeri R ed S.

## Utilizzi
Può reagire con alcol ed ammine chirali di configurazione assoluta ignota per formare esteri od ammidi. Si può quindi determinare la configurazione assoluta del derivato (estere o ammide) così ottenuto tramite vari metodi, tra cui la spettroscopia 1H NMR ed 19F NMR.
Spesso si utilizza il cloruro dell'acido di Mosher in sua vece, per la sua maggiore reattività.